# Флаг поселения Краснопахорское
Флаг внутригородского муниципального образования поселение Краснопа́хорское в городе Москве — опознавательно-правовой знак, служащий официальным символом муниципального образования.
Флаг утверждён 18 декабря 2007 года как флаг муниципального образования сельское поселение Краснопахорское Подольского муниципального района Московской области (с 1 июля 2012 года — внутригородское муниципальное образование поселение Краснопахорское в городе Москве) и 27 февраля 2008 года внесён в Государственный геральдический регистр Российской Федерации с присвоением регистрационного номера 3823.
Решением Совета депутатов поселения Краснопахорское от 21 июня 2018 года № 2/86 флаг сельского поселения Краснопахорское Подольского муниципального района Московской области было решено считать официальным символом поселения Краснопахорское в городе Москве.

## Описание
«Прямоугольное жёлтое полотнище с соотношением ширины к длине 2:3 и несущее в середине красную фигуру из герба сельского поселения (ширина волнистой полосы 1/10 ширины полотнища)».
Фигура из герба представляет собой волнистую полосу и пламенеющее солнце (без изображения лица).

## Обоснование символики
Флаг составлен по правилам и соответствующим традициям вексиллологии и отражает исторические, культурные, социально-экономические, национальные и иные местные традиции.
Сельское поселение Краснопахорское расположено на берегах реки Пахра. Красота здешних мест издавна перешла в название многих населённых пунктов, входящих в состав поселения. Это и центр поселения село Красная Пахра, и одноимённая деревня, и село и посёлок Красное. На Руси слово «красное» часто ассоциировалось не с самим цветом, а с «красотой» (сравните прилагательное «прекрасный, то есть очень красивый»). В составе поселения — 20 населённых пунктов.
Все эти особенности поселения отражены на его флаге. В нём волнистый пояс символизирует реку Пахру, цвет фигуры флага символизирует красоту здешних мест, а 20 солнечных лучей символизируют 20 населённых пунктов объединённых в поселение. Красный цвет — символ мужества, жизнеутверждающей силы, красоты, праздника — указывает на название поселения.
Символика солнца многозначна. Как источник тепла, солнце символизирует жизненную силу, страсть, храбрость и вечную молодость. Как источник света, оно символизирует знания, интеллект. Лучи солнца на флаге поселения — аллегория «солнечного ветра» — символизируют открытость людей поселения, их желание нести тепло своих сердец всем гостям поселения, подобно тому, как солнечные лучи несут тепло Земле.
Жёлтый цвет (золото) — символ высшей ценности, величия, великодушия, богатства, урожая.